# ドント・バザー・ミー
「ドント・バザー・ミー」（Don't Bother Me）は、ビートルズの楽曲である。1963年に発売された2作目のイギリス盤公式オリジナル・アルバム『ウィズ・ザ・ビートルズ』に収録された。ビートルズのリードギタリストであるジョージ・ハリスンが書いた楽曲で、ハリスンの作品がアルバムに収録された初の例となる。アメリカでは、1964年にキャピトル・レコードから『ミート・ザ・ビートルズ』の収録曲として発売された。
2018年に『タイムアウト・ロンドン』誌が発表した「The 50 Best Beatles Songs」で第47位にランクインした。

## 背景
1963年8月19日から24日にかけて、ビートルズはビリー・J・クレイマー&ザ・ダコタスやトミー・クイックリーとともに、イギリスのボーンマスでコンサートを行なっていた。ある日、ハリスンは体調を崩し、医師から強壮剤と床上安静を処方された。パレス・コート・ホテルの部屋で休んでいる間、何もすることがなかったことから、ハリスンは曲を書き始め、ポータブル・テープ・レコーダーに録音した。残されたテープでは、ハリスンが曲のメロディを口笛で吹いている。本作についてハリスンは「作曲の練習として初めて書いた曲。1963年の夏に泊まっていたイングランドのポーンマスのホテルで書いた。僕は病気で寝込んでいた…だから『放っといてくれ』というタイトルにしたのかも」と語っている。
ハリスンは、1961年にジョン・レノンとの共作でインストゥルメンタル「クライ・フォー・ア・シャドウ」を書いているが、「ドント・バザー・ミー」はハリスンが初めて単独で書いた楽曲となっている。リヴァプール出身のジャーナリスト、ビル・ハリーは、自分がハリスンに新曲を書くように勧めて、その返答としてハリスンが発した「Don't bother me（ほっといてくれ）」という言葉が曲のインスピレーションになったと主張している。

## レコーディング
ビートルズは、1963年9月11日にEMIレコーディング・スタジオのスタジオ2で「ドント・バザー・ミー」を初めてレコーディングした。7回録音したうち、3テイクはオーバー・ダビングであったものの、これらのテイクは一切使用されていない。これについてビートルズの歴史家であるマーク・ルイソンは、著書の中で「録音したテイクに満足のいくものではなかった」と書いている。翌日、午後7時から11時までの間に曲を作り直し、リメイク後最初のテイクを「テイク10」とした。プロデュースはジョージ・マーティンが手がけ、レコーディング・エンジニアのノーマン・スミスとリチャード・ラングハムがアシスタントを務めた。
ハリスンは1曲を通してリード・ボーカルとギターソロを担当しているが、テイクの合間で演奏の難しさを訴えていた。リズムギターはレノンが演奏している。マーティンはギターのダイナミック・レンジをフラットにし、オルガンのような音を実現するためにコンプレッサーの使用を提案。レノンのアンプにはトレモロ効果を持たせており、リフレインとブリッジでは不吉な印象を持たせた音色になっている。
テイク13がベストと判断され、バンドはオーバー・ダビング・セッションに移った。ハリスンはボーカルをダブルトラックで録音し、マッカートニーはクラベス、レノンはタンバリン、リンゴ・スターはアラビアン・ボンゴを演奏した。レコーディングは、テイク13にテイク15を重ねたものが最終テイク（テイク19）となり、これがベストと判断された。
マーティン、スミス、ジェフ・エメリックの3人は、9月30日にモノラル・ミックス、10月29日にステレオ・ミックスを作成した。なお、ステレオ・ミックスには、「B.T.」というイニシャルを持つエンジニア（詳細は不明）が協力している。ステレオ・ミックスでは、ハリスンのカウント（1,2,3,4）のうち、「4」の部分が僅かに含まれている。

## リリース・評価
1963年11月22日にパーロフォンから発売された『ウィズ・ザ・ビートルズ』に、「ドント・バザー・ミー」は「オール・マイ・ラヴィング」と「リトル・チャイルド」の間である4曲目に収録された。アメリカでは1964年1月20日にキャピトル・レコードから発売された『ミート・ザ・ビートルズ』のB面2曲目に収録された。音楽評論家のイアン・マクドナルドは、本作について「一般的に曲の評判は悪く、ハリスン自身もこの曲について否定的だ」と書いており、ハリスンは「良い曲だとは思わないし、そもそも『曲』と呼べるものですらないかもしれないけど、書き続けることが大事だということはわかった」と語っている。音楽評論家のティム・ライリーは、本作について「ソングライティングのデビュー曲としては弱い」としたうえで、「欠陥があるにもかかわらず、グルーヴを見出したビートルズのグループとしての強さを示している曲」と評している。一方で、マーク・ハーツガードは本作を好意的に見ており、「『ウィズ・ザ・ビートルズ』の中で最高の楽曲」「期待できる初演」と評している。
本作は、1964年に公開されたビートルズ主演の映画『ビートルズがやって来るヤァ!ヤァ!ヤァ!』で使用されている。ユナイテッド・アーティスツ・レコードは同じく映画で使用されたバンド初期の楽曲「シー・ラヴズ・ユー」、「アイ・ウォナ・ビー・ユア・マン」、「オール・マイ・ラヴィング」とともに、アメリカで発売されたサウンドトラック・アルバムに収録することを予定していたが、バンドがアルバムのために十分な新曲を用意したため、これらの楽曲は収録されないままとなった。
イギリスの俳優、グレゴリー・フィリップスは、3作目のシングルとして本作をカバーしている。なお、このカバー・バージョンがハリスンの作品がカバーされた初の例となった。

## クレジット
※出典（特記を除く）
ビートルズ
- ジョージ・ハリスン - ダブルトラックのボーカル、リードギター
- ジョン・レノン - リズムギター、タンバリン
- ポール・マッカートニー - ベース、クラベス
- リンゴ・スター - ドラム、ボンゴ

スタッフ
- ジョージ・マーティン - プロデュース
- ノーマン・スミス - エンジニア
- リチャード・ラングハム - エンジニア